# Comuna de Rzekuń
Rzekuń (polaco: Gmina Rzekuń) é uma gminy (comuna) na Polónia, na voivodia de Mazóvia e no condado de Ostrołęcki. A sede do condado é a cidade de Rzekuń.
De acordo com os censos de 2007, a comuna tem 9146 habitantes, com uma densidade 67,5 hab/km².

## Área
Estende-se por uma área de 135,5 km², incluindo:
- área agricola: 65%
- área florestal: 28%

## Demografia
Dados de 30 de Junho 2004:
|                      | Total   | Total | Mulheres | Mulheres | Homens  | Homens |
| -------------------- | ------- | ----- | -------- | -------- | ------- | ------ |
|                      | pessoas | %     | pessoas  | %        | pessoas | %      |
| População            | 8902    | 100   | 4425     | 49,7     | 4477    | 50,3   |
| Densidade (pop./km²) | 65,7    | 100   | 32,7     | 32,7     | 33      | 33     |

De acordo com dados de 2002, o rendimento médio per capita ascendia a 1191,77 zł.

## Subdivisões
- Borawe, Czarnowiec, Daniszewo, Drwęcz, Dzbenin, Goworki, Kamianka, Korczaki, Laskowiec, Ławy, Nowa Wieś Wschodnia, Nowa Wieś Wschodnia-Osiedle Leśniewo, Nowe Przytuły, Nowy Susk, Ołdaki, Rozwory, Rzekuń, Stare Przytuły, Stary Susk, Teodorowo,Tobolice, Zabiele.

## Comunas vizinhas
- Czerwin, Goworowo, Lelis, Miastkowo, Młynarze, Olszewo-Borki, Ostrołęka, Troszyn